# Himalayacalamus
Els bambús Himalyacalamus són del gènere de la família Poaceae i de la subfamília bambusoides. És pròpia de les muntanyes. Els membres de l'espècie es troben a altituds baixes de l'Himàlaia a Bhutan, Tibet, Índia i Nepal.
El gènere sovint es confon amb Drepanostachyum, però mentre que Drepanostachyum té moltes branques iguals, les espècies de Himalayaacalamus tenen una branca dominant.

## Taxonomia
- Himalayacalamus asper Stapleton
- Himalayacalamus brevinodus Stapleton
- Himalayacalamus collaris (T.P.Yi) Ohrnb.
- Himalayacalamus cupreus Stapleton
- Himalayacalamus falconeri (Hook.f. ex Munro) Keng f.
- Himalayacalamus fimbriatus Stapleton
- Himalayacalamus hookerianus (Munro) Stapleton
- Himalayacalamus planatus R.Govaerts
- Himalayacalamus porcatus Stapleton[4]